# Sarah Sjöström

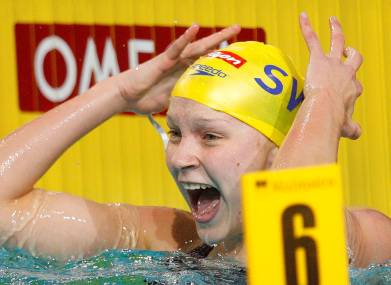
Sjöström tijdens de Europese kampioenschappen van 2008 in Eindhoven.

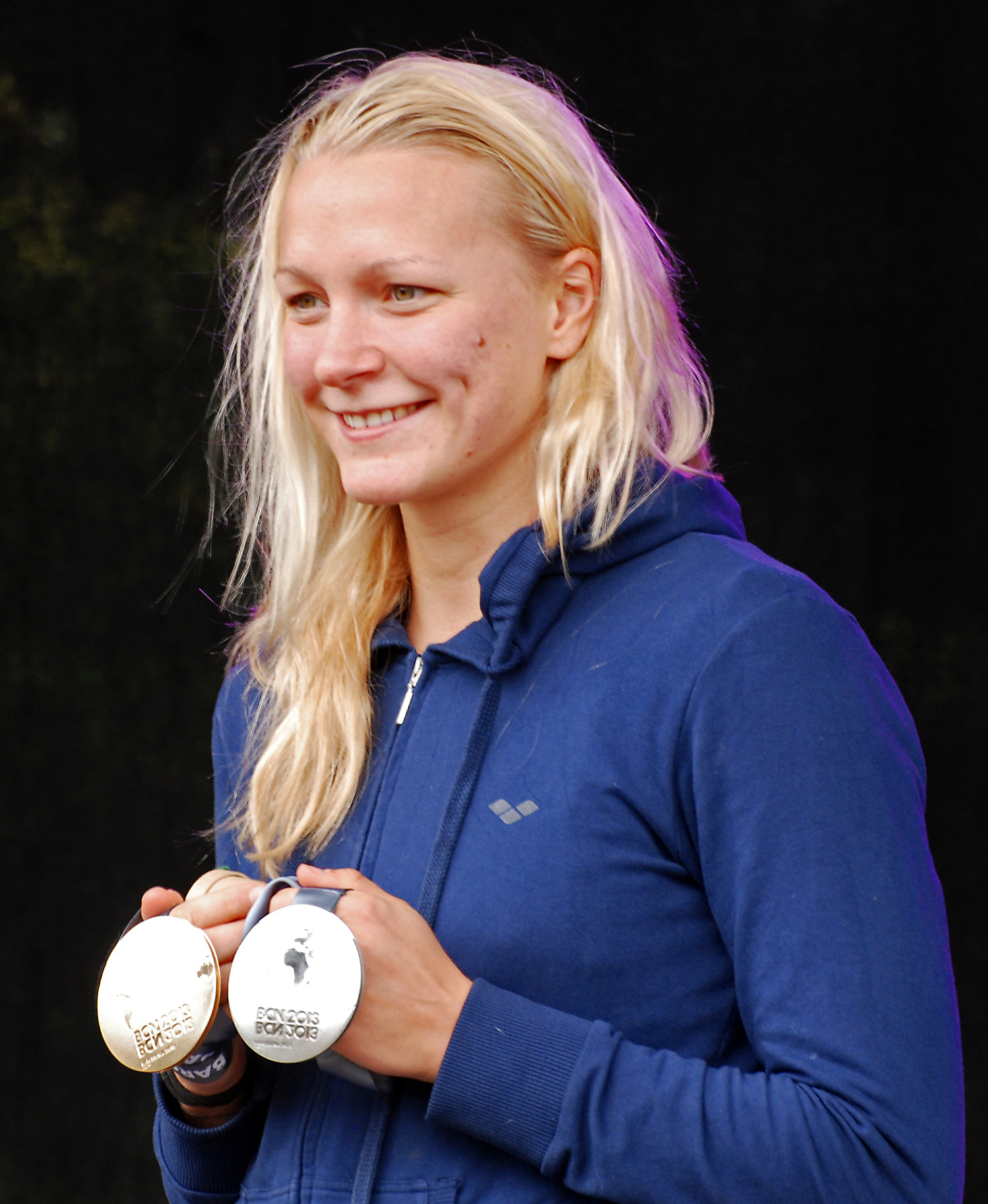
Sjöström met haar twee medailles van de wereldkampioenschappen 2013.

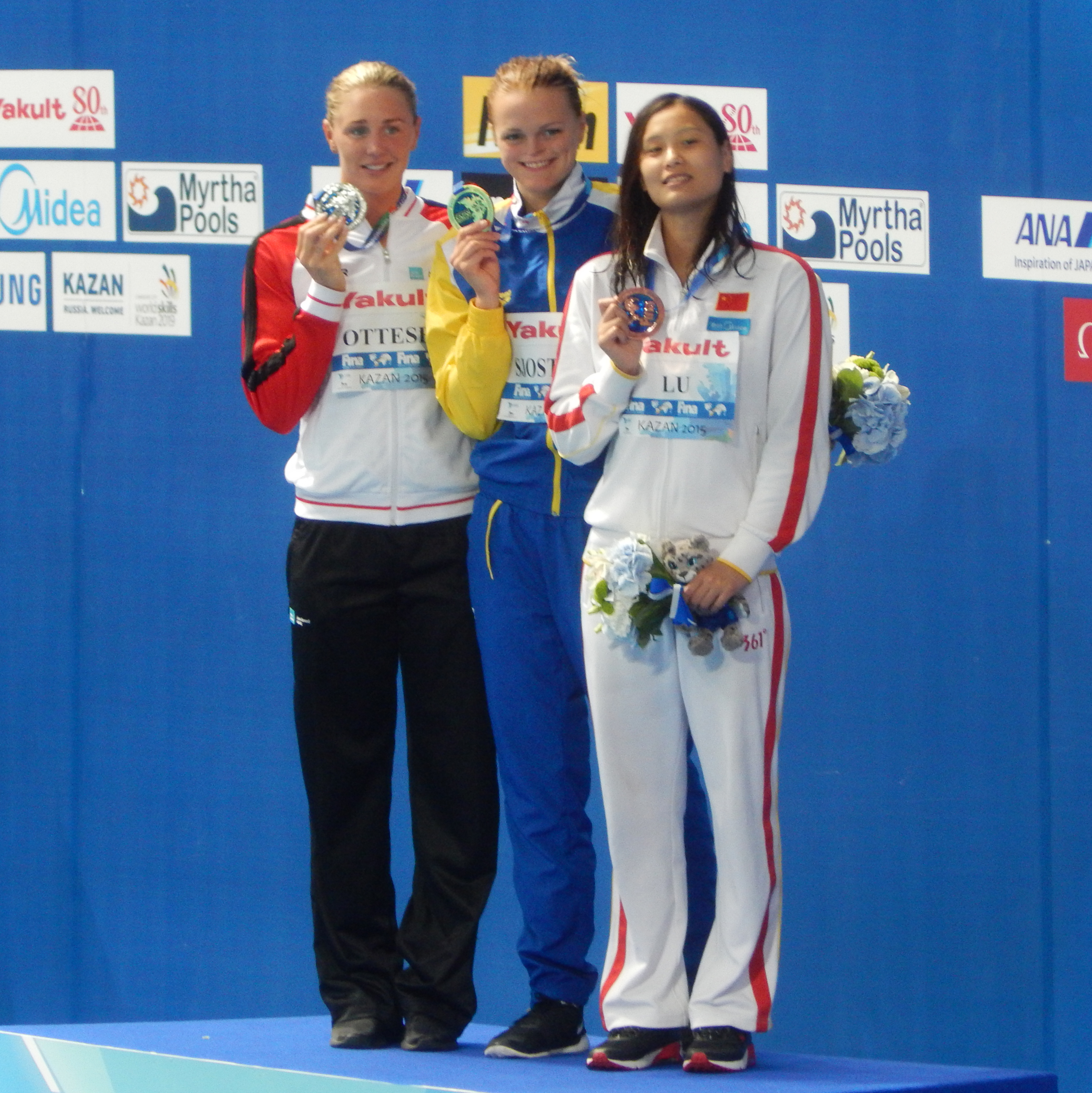
Sjöström (midden) met Jeanette Ottesen (links) en Lu Ying (rechts) tijdens de wereldkampioenschappen van 2015.

Sarah Frederica Sjöström (Salem, 17 augustus 1993) is een Zweedse zwemster. Ze vertegenwoordigde haar vaderland op de Olympische Zomerspelen 2008 in Peking, op de Olympische Zomerspelen 2012 in Londen, op de Olympische Zomerspelen 2016 in Rio de Janeiro, op de Olympische Zomerspelen 2020 in Tokio en op de Olympische Zomerspelen 2024 in Parijs. Bij haar derde deelname werd ze olympisch kampioene op de 100 meter vlinderslag, bij de vijfde deelname behaalde ze goud op de 50 en 100 meter vrije slag.
Op de langebaan is Sjöström wereldrecordhoudster op de 50 en 100 meter vrije slag en de op 50 meter vlinderslag.

## Carrière
Bij haar internationale debuut, op de Europese kampioenschappen zwemmen 2008 in Eindhoven, veroverde Sjöström de Europese titel op de 100 meter vlinderslag, op de 100 meter rugslag werd ze uitgeschakeld in de series. Samen met Carin Möller, Hanna Westrin en Claire Hedenskog eindigde ze als vijfde op de 4x100 meter wisselslag. Tijdens de Olympische Zomerspelen van 2008 in Peking strandde de Zweedse in de series van zowel de 100 meter vlinderslag als de 100 meter rugslag. Op de 4x100 meter wisselslag haalde ze met landgenotes de finale maar daarin werd het kwartet gediskwalificeerd vanwege een te vroege overname van slotzwemster Josefin Lillhage. Op de Europese kampioenschappen kortebaanzwemmen 2008 in Rijeka eindigde Sjöström als zesde op de 100 meter vrije slag en de 100 meter vlinderslag, op de 50 meter vlinderslag eindigde ze als zevende. Met haar ploeggenotes Petra Granlund, Claire Hedenskog en Lovisa Ericsson sleepte ze de zilveren medaille in de wacht op de 4x50 meter vrije slag.
In Rome nam de Zweedse deel aan de wereldkampioenschappen zwemmen 2009, op dit toernooi legde ze, met een nieuw wereldrecord, beslag op de wereldtitel op de 100 meter vlinderslag en eindigde ze als zesde op de 50 meter vlinderslag. Daarnaast werd ze uitgeschakeld in de series van de 200 meter vrije slag, op de 4x100 meter vrije slag eindigde ze samen met Therese Alshammar, Josefin Lillhage en Gabriella Fagundez op de vijfde plaats. Samen met Gabriella Fagundez, Petra Granlund en Martina Granström strandde ze in de series van de 4x200 meter vrije slag, op de 4x100 meter wisselslag werd ze samen met Joline Höstman, Gabriella Fagundez en Josefin Lillhage uitgeschakeld in de series. Tijdens de Europese kampioenschappen kortebaanzwemmen 2009 in Istanboel eindigde Sjöström als vierde op de 200 meter vrije slag, als zevende op de 50 meter vlinderslag, als achtste op de 100 meter vlinderslag en strandde ze in de series van de 100 meter vrije slag. Samen met Emma Svensson, Josefin Lillhage en Claire Hedenskog veroverde ze de zilveren medaille op de 4x50 meter vrije slag, op de 4x50 meter wisselslag sleepte ze samen met Emma Svensson, Josefin Lillhage en Claire Hedenskog de zilveren medaille in de wacht.
Op de Europese kampioenschappen zwemmen 2010 in Boedapest prolongeerde de Zweedse haar Europese titel op de 100 meter vlinderslag, daarnaast eindigde ze als vierde op zowel de 100 meter vrije slag als de 50 meter vlinderslag. Op de 4x100 meter wisselslag legde ze samen met Henrietta Stenkvist, Joline Höstman en Therese Alshammar beslag op de zilveren medaille, samen met Josefin Lillhage, Therese Alshammar en Gabriella Fagundez veroverde ze de bronzen medaille op de 4x100 meter vrije slag. Op de 4x200 meter vrije slag eindigde ze samen met Gabriella Fagundez, Petra Granlund en Josefin Lillhage op de zesde plaats. In Dubai nam Sjöström deel aan de wereldkampioenschappen kortebaanzwemmen 2010, op dit toernooi slaagde ze er op geen enkele individuele afstand in de finale te bereiken. Samen met Therese Alshammar, Ida Marko-Varga en Petra Granlund eindigde ze als vijfde op de 4x100 meter vrije slag, op de 4x200 meter vrije slag eindigde ze samen met Gabriella Fagundez, Ida Marko-Varga en Petra Granlund op de vijfde plaats. Samen met Petra Granlund, Joline Höstman en Therese Alshammar eindigde ze als vijfde op de 4x100 meter wisselslag.
Tijdens de wereldkampioenschappen zwemmen 2011 in Shanghai eindigde de Zweedse als vier op zowel de 200 meter vrije slag als de 50 en de 100 meter vlinderslag. Op de 4x200 meter vrije slag strandde ze samen met Ida Marko-Varga, Gabriella Fagundez en Stina Gardell in de series, samen met Joline Höstman, Martina Granström en Ida Marko-Varga werd ze uitgeschakeld in de series van de 4x100 meter wisselslag.
Op de Europese kampioenschappen zwemmen 2012 in Debrecen werd Sjöström Europees kampioen op zowel de 100 meter vrije slag als de 50 meter vlinderslag. Op de 4x100 meter vrije slag sleepte ze samen met Ida Marko-Varga, Michelle Coleman en Gabriella Fagundez de zilveren medaille in de wacht. In Londen nam de Zweedse deel aan de Olympische Zomerspelen van 2012. Op dit toernooi eindigde ze als vierde op de 100 meter vlinderslag, daarnaast strandde ze in de halve finales van de 50, 100 en 200 meter vrije slag. Samen met Michelle Coleman, Ida Marko-Varga en Gabriella Fagundez werd ze gediskwalificeerd in de finale van de 4x100 meter vrije slag. Op de 4x100 meter wisselslag werd ze samen met Jennie Johansson, Martina Granström en Michelle Coleman uitgeschakeld in de series.

### 2013-heden
Tijdens de wereldkampioenschappen zwemmen 2013 in Barcelona heroverde Sjöström de wereldtitel op de 100 meter vlinderslag en behaalde ze de zilveren medaille op de 100 meter vrije slag. Daarnaast eindigde ze als vierde op zowel de 50 als de 200 meter vrije slag. Samen met Michelle Coleman, Louise Hansson en Nathalie Lindborg eindigde ze als vierde op de 4x100 meter vrije slag. Op de 4x100 meter wisselslag strandde ze samen met Michelle Coleman, Joline Höstman en Louise Hansson in de series. Op de Europese kampioenschappen kortebaanzwemmen 2013 in Herning werd de Zweedse Europees kampioene op zowel de 50 als de 100 meter vlinderslag, op zowel de 50 als de 100 meter vrije slag veroverde ze de zilveren medaille. Samen met Michelle Coleman, Louise Hansson en Magdalena Kuras sleepte ze de zilveren medaille in de wacht op de 4x50 meter vrije slag. Op de 4x50 meter wisselslag legde ze samen met Michelle Coleman, Jennie Johansson en Louise Hansson beslag op de zilveren medaille.
In Berlijn nam Sjöström deel aan de Europese kampioenschappen zwemmen 2014. Op dit toernooi werd ze Europees kampioene op zowel de 100 meter vrije slag als de 50 meter vlinderslag, op zowel de 50 meter vrije slag als de 100 meter vlinderslag moest ze genoegen nemen met de zilveren medaille. Samen met Michelle Coleman, Magdalena Kuras en Louise Hansson werd ze Europees kampioene op de 4x100 meter vrije slag. Op de 4x200 meter vrije slag veroverde ze samen met Michelle Coleman, Louise Hansson en Stina Gardell de zilveren medaille. Samen met Ida Lindborg, Jennie Johansson en Michelle Coleman sleepte ze de zilveren medaille in de wacht op de 4x100 meter wisselslag. Tijdens de wereldkampioenschappen kortebaanzwemmen 2014 in Doha werd de Zweedse wereldkampioene op de 200 meter vrije slag en de 50 en 100 meter vlinderslag, op de 200 meter vrije slag deed ze dat in een nieuw wereldrecord. Op de 100 meter vrije slag legde ze beslag op de zilveren medaille. Op de 4x100 meter wisselslag eindigde ze samen met Michelle Coleman, Jennie Johansson en Louise Hansson op de vierde plaats. Samen met Michelle Coleman, Louise Hansson en Ida Marko-Varga eindigde ze als zevende op de 4x200 meter vrije slag.
Op de wereldkampioenschappen zwemmen 2015 in Kazan prolongeerde Sjöström haar wereldtitel op de 100 meter vlinderslag, op de 50 meter vlinderslag werd ze voor de eerste maal in haar carrière wereldkampioene op de langebaan. Daarnaast behaalde ze de zilveren medaille op de 100 meter vrije slag en de bronzen medaille op de 50 meter vrije slag. Op de 4x100 meter wisselslag veroverde ze samen met Michelle Coleman, Jennie Johansson en Louise Hansson de zilveren medaille. Samen met Michelle Coleman, Louise Hansson en Magdalena Kuras eindigde ze als vierde op de 4x100 meter vrije slag. Op de 4x200 meter vrije slag eindigde ze samen met Louise Hansson, Michelle Coleman en Ida Marko-Varga op de vierde plaats. In Netanja nam de Zweedse deel aan de Europese kampioenschappen kortebaanzwemmen 2015. Op dit toernooi prolongeerde ze haar Europese titels op de 50 en de 100 meter vlinderslag, daarnaast werd ze Europees kampioene op de 100 meter vrije slag en sleepte ze de zilveren medaille in de wacht op de 50 meter vrije slag. Samen met Louise Hansson, Sophie Hansson en Magdalena Kuras behaalde ze de zilveren medaille op de 4x50 meter wisselslag. Op de 4x50 meter vrije slag eindigde ze samen met Louise Hansson, Magdalena Kuras en Sophie Hansson op de vijfde plaats. Samen met Christoffer Carlsen, Simon Sjödin en Magdalena Kuras eindigde ze als vierde op de gemengde 4x50 meter vrije slag.
Tijdens de Europese kampioenschappen zwemmen 2016 in Londen prolongeerde Sjöström haar Europese titels op de 100 meter vrije slag en de 50 meter vlinderslag, op de 100 meter vlinderslag werd ze na 2008 en 2010 opnieuw Europees kampioene. Op de 4x100 meter vrije slag legde ze samen met Ida Marko-Varga, Ida Lindborg en Louise Hansson beslag op de bronzen medaille. Samen met Stina Gardell, Louise Hansson en Ida Marko-Varga eindigde ze als zesde op de 4x200 meter vrije slag. Op de Olympische Zomerspelen van 2016 in Rio de Janeiro veroverde de Zweedse, in een nieuw wereldrecord, de gouden medaille op de 100 meter vlinderslag. Daarnaast sleepte ze de zilveren medaille op de 200 meter vrije slag en de bronzen medaille op de 100 meter vrije slag in de wacht. Op zowel de 4x100 als de 4x200 meter vrije slag eindigde ze samen met Michelle Coleman, Ida Marko-Varga en Louise Hansson op de vijfde plaats. Samen met Michelle Coleman, Jennie Johansson en Louise Hansson strandde ze in de series van de 4x100 meter wisselslag.

## Internationale toernooien
| Jaar | Olympische Spelen | WK langebaan | WK kortebaan | EK langebaan | EK kortebaan |
| ---- | --- | --- | --- | --- | --- |
| 2008 | 29e 100m rugslag 27e 100m vlinderslag DQ 4x100m wisselslag                                                                                     | | geen deelname | 23e 100m rugslag · 100m vlinderslag · 4x100m vrije slag · Sjöström zwom enkel de series · 4e 4x100m wisselslag                    | 6e 100m vrije slag · 7e 50m vlinderslag · 6e 100m vlinderslag · 4x50m vrije slag                                                             |
| 2009 | | 19e 200m vrije slag · 6e 50m vlinderslag · 100m vlinderslag · 5e 4x100m vrije slag · 13e 4x200m vrije slag · 11e 4x100m wisselslag      | | | 22e 100m vrije slag · 4e 200m vrije slag · 7e 50m vlinderslag · 8e 100m vlinderslag · 4x50m vrije slag · 4x50m wisselslag                    |
| 2010 | | | 13e 100m vrije slag 18e 200m vrije slag 11e 100m vlinderslag 14e 100m wisselslag 5e 4x100m vrije slag 5e 4x200m vrije slag 5e 4x100m wisselslag | 4e 100m vrije slag · 4e 50m vlinderslag · 100m vlinderslag · 4x100m vrije slag · 6e 4x200m vrije slag · 4x100m wisselslag         | geen deelname |
| 2011 | | 4e 200m vrije slag 4e 50m vlinderslag 4e 100m vlinderslag 12e 4x200m vrije slag 10e 4x100m wisselslag                                   | | | geen deelname |
| 2012 | 14e 50m vrije slag 9e 100m vrije slag 12e 200m vrije slag 4e 100m vlinderslag DQ 4x100m vrije slag 10e 4x100m wisselslag                       | | geen deelname | 100m vrije slag · 50m vlinderslag · 4x100m vrije slag                                                                             | geen deelname |
| 2013 | | 4e 50m vrije slag · 100m vrije slag · 4e 200m vrije slag · 100m vlinderslag · 4e 4x100m vrije slag · 9e 4x100m wisselslag               | | | 50m vrije slag · 100m vrije slag · 50m vlinderslag · 100m vlinderslag · 4x50m vrije slag · 4x50m wisselslag                                  |
| 2014 | | | 100m vrije slag · 200m vrije slag · 50m vlinderslag · 100m vlinderslag · 7e 4x200m vrije slag · 4e 4x100m wisselslag                            | 50m vrije slag · 100m vrije slag · 50m vlinderslag · 100m vlinderslag · 4x100m vrije slag · 4x200m vrije slag · 4x100m wisselslag | |
| 2015 | | 50m vrije slag · 100m vrije slag · 50m vlinderslag · 100m vlinderslag · 4e 4x100m vrije slag · 4e 4x200m vrije slag · 4x100m wisselslag | | | 50m vrije slag · 100m vrije slag · 50m vlinderslag · 100m vlinderslag · 5e 4x50m vrije slag · 4x50m wisselslag · 4e 4x50m vrije slag gemengd |
| 2016 | 13e 50m vrije slag · 100m vrije slag · 200m vrije slag · 100m vlinderslag · 5e 4x100m vrije slag · 5e 4x200m vrije slag · 9e 4x100m wisselslag | | geen deelname | 100m vrije slag · 50m vlinderslag · 100m vlinderslag · 4x100m vrije slag · 6e 4x200m vrije slag                                   | |
| 2017 | | 50m vrije slag · 100m vrije slag · 50m vlinderslag · 100m vlinderslag · 5e 4x100m vrije slag · 5e 4x100m wisselslag                     | | | 50m vrije slag · 100m vrije slag · 9e 50m vlinderslag · 100m vlinderslag · 100m wisselslag · 4x50m vrije slag · 4x50m wisselslag             |
| 2018 | | | geen deelname | 50m vrije slag · 100m vrije slag · 50m vlinderslag · 100m vlinderslag                                                             | |

## Persoonlijke records
Bijgewerkt tot en met 22 november 2017
Kortebaan
| Afstand          | Tijd       | Datum            | Plaats    |
| ---------------- | ---------- | ---------------- | --------- |
| 50m vrije slag   | 23,00      | 7 augustus 2017  | Berlijn   |
| 100m vrije slag  | 50,58      | 11 augustus 2017 | Eindhoven |
| 200m vrije slag  | WR 1.50,43 | 12 augustus 2017 | Eindhoven |
| 100m rugslag     | 58,83      | 7 november 2010  | Stockholm |
| 50m vlinderslag  | 24,52      | 6 augustus 2017  | Doha      |
| 100m vlinderslag | WR 54,61   | 7 december 2014  | Doha      |
| 100m wisselslag  | 57,10      | 2 augustus 2017  | Moskou    |

Langebaan
| Afstand          | Tijd     | Datum           | Plaats         |
| ---------------- | -------- | --------------- | -------------- |
| 50m vrije slag   | WR 23,67 | 29 juli 2017    | Boedapest      |
| 100m vrije slag  | WR 51,71 | 23 juli 2017    | Boedapest      |
| 200m vrije slag  | 1.54,08  | 9 augustus 2016 | Rio de Janeiro |
| 100m rugslag     | 59,98    | 5 april 2015    | Eindhoven      |
| 50m vlinderslag  | WR 24,43 | 5 juli 2014     | Borås          |
| 100m vlinderslag | WR 55,48 | 7 augustus 2016 | Rio de Janeiro |